# Monako na Letnich Igrzyskach Olimpijskich 1948
Na Letnich Igrzyskach Olimpijskich w 1948 roku rozgrywanych w Londynie Monako reprezentowało czterech strzelców, którzy nie wywalczyli żadnego medalu.

## Wyniki

### karabin małokalibrowy leżąc 50 m
| 1.  | Arthur Edwin Cook |
| 36. | Michel Ravarino   |
| 52. | Pierre Marsan     |
| 68. | Roger Abel        |

startowało 71 zawodników

### pistolet dowolny 50 m
| 1.  | Edwin Vásquez  |
| 41. | Herman Schultz |

startowało 50 zawodników